# Sous-district de Jiaodaokou
 (janvier 2021).
Si vous disposez d'ouvrages ou d'articles de référence ou si vous connaissez des sites web de qualité traitant du thème abordé ici, merci de compléter l'article en donnant les références utiles à sa vérifiabilité et en les liant à la section « Notes et références ».
Le sous-district de Jiaodaokou (chinois : 交道口街道 ; pinyin : Jiāodàokǒu jiēdào) est une subdivision du district de Dongcheng, dans le centre de Pékin, en Chine.
La rue touristique Nanluoguxiang (chinois : 南锣鼓巷 ; pinyin : Nánluógǔxiàng), à proximité de la tour du tambour, traverse du nord au sud le sous-district de Jiaodaokou, qui abrite aussi le temple ancestral de Wen Tianxiang et l'ancienne résidence de Mao Dun.
Les stations de métro Shichahai (ligne 8) et Nanluoguxiang (lignes 6 et 8) se situent égalent sur le territoire du sous-district de Jiaodaokou.

## Communautés résidentielles
Le sous-district de Jiaodaokou est divisé en sept communautés résidentielles (chinois : 社区 ; pinyin : shèqū).
| Nom           | Chinois      | Pinyin              | Population | Superficie (km²) |
| ------------- | ------------ | ------------------- | ---------- | ---------------- |
| Jiaodong      | 交东社区     | Jiāodōng shèqū      |            |                  |
| Fuxiang       | 福祥社区     | Fúxiáng shèqū       |            |                  |
| Daxing        | 大兴社区     | Dàxīng shèqū        |            |                  |
| Fuxue         | 府学社区     | Fǔxué shèqū         |            |                  |
| Gulouyuan     | 鼓楼苑社区   | Gǔlóuyuàn shèqū     |            |                  |
| Ju'er         | 菊儿社区     | Jú'er shèqū         |            |                  |
| Nanluoguxiang | 南锣鼓巷社区 | Nánluógǔxiàng shèqū |            |                  |
|               |              | Total               | 52 800     | 1,45             |